# Lungolinea.
Lungolinea. è la prima raccolta del rapper italiano Frah Quintale, pubblicata il 29 giugno 2018 dalla Undamento.

## Descrizione
Contiene messaggi vocali scambiati con i produttori durante la realizzazione dell'album Regardez moi, oltre a singoli precedenti, brani dell'album e inediti come 64 Bars.

## Tracce
1. Sotto effetto – 3:11
2. Avanti/Indietro – 3:39
3. Colpa del vino – 2:53
4. Visualizzato.01 – 2:17
5. Sassi – 2:56
6. 8 miliardi di persone – 3:43
7. Branchie – 3:12
8. Cratere – 2:59
9. Visualizzato.02 – 1:26
10. Nei treni la notte – 3:04
11. Gravità – 3:35
12. Missili – 3:15
13. Inviato.01 – 1:28
14. Visualizzato.03 – 1:17
15. 64 Bars – 3:08
16. Fare su – 2:37
17. Si, ah – 2:52
18. Sabato nel parco – 2:56
19. Accattone – 2:01
20. Stupefacente – 3:07
21. Visualizzato.04 – 1:32
22. Gli occhi – 2:22
23. Floppino – 2:43
24. Hai visto mai – 3:28

## Classifiche
| Classifica (2018) | Posizione massima |
| ----------------- | ----------------- |
| Italia            | 50                |